# جکس ریف (نیویورک)
جکس ریف (به انگلیسی: Jack's Reef) یک منطقهٔ مسکونی در ایالات متحده آمریکا است که در شهرستان اونانداگا، نیویورک واقع شده‌است.